# 데니스 야르체프
데니스 니콜라예비치 야르체프(러시아어: Дени́с Никола́евич Я́рцев, 1990년 9월 18일~)는 러시아의 유도 선수이다. 2016년 하계 올림픽에 참가했으며 세계 선수권 대회에서 은메달 2개, 동메달 2개를 획득했다.